# Georg Emil Ludwig Sello
Georg Sello (ur. 1850, zm. 1926) – niemiecki doktor prawa, historyk i archiwista, który przez wiele lat badał historię pomorskiego rodu von Borcke, publikując w latach 1901-1921 VI tomów opracowań historycznych dotyczących tego rodu, gdzie osobny tom poświęcił dla Sydonii von Borck oskarżonej o czary. Studiował na Friedrich-Schiller-Universität w Jenie i Humboldt-Universität w Berlinie, gdzie się doktoryzował w 1873.

## Działalność zawodowa
- 1872-77 – stażysta
- 1874 – członek stowarzyszenia historycznego, Poczdam
- 1877 – stażysta w archiwum państwowym, Wrocław
- 1878-79 – Tajne Archiwum, Berlin
- 1880-84 – archiwum, Koblencja
- 1884-89 – archiwum, Magdeburg
- 1889-1920 – kierownik archiwum, Wielkie Księstwo Oldenburga, Oldenburg[3].

## Rodzina
Ojcem Georga był Emil Ludwig Walter Sello (1816-1893), który był architektem krajobrazu, natomiast matka to Johanna Kahlbau (1831-1892). Miał sześcioro młodszego rodzeństwa – czterech braci i dwie siostry (Erich Emil Ludwig Eduard (niemiecki prawnik), Hedwig, Kurt, Martha Johanna Charlotte Wilhelmine, Viktoria, Emil Ludwig Eduard Hermann Victor (księgarz).
W roku 1882 poślubił w Poczdamie Marię Fürbringer (1855-1915), z którą w związku miał dwoje dzieci; syn Wolfgang poszedł w ślady ojca.

## Ważniejsze publikacje
- Potsdam und Sans-Souci. Forschungen und Quellen zur Geschichte von Burg, Stadt und Park. Schottländer, Breslau 1888; Faksimile: K. D. Becker, Potsdam 2009, ISBN 978-3-941919-01-3.
- Die Siegel der Markgrafen von Brandenburg askanischen Stammes. In: Märkische Forschungen. XX. Band., hrsg. vom Verein für Geschichte der Mark Brandenburg, Ernst & Korn, Gropius'sche Buch- und Kunsthandlung, Berlin 1887, S. 263–300.
- Chronica Marchionum Brandenburgensium. Nach einer Handschrift der Trierer Stadtbibliothek und den Excerpten des Pulkawa. In: Forschungen zur Brandenburgischen und Preußischen Geschichte. Band 1, Duncker & Humblot, Leipzig 1888, S. 111–180 (Digitalisat).
- Das Cisterzienserkloster Hude bei Oldenburg. Schulze, Oldenburg/Leipzig 1895 (Digitalisat); Nachdruck: Verlag Make a book, Neukirchen 2006, ISBN 3-939119-45-8.
- Die oldenburgische Kartographie bis zum Ende des 18. Jahrhunderts, in: Deutsche Geographische Blätter, XVIII, Bremen 1895, Herausgegeben von der geographischen Gesellschaft in Bremen durch Dr. Moritz Lindeman, S. 350–371
- Studien zur Geschichte von Oestringen und Rüstringen. Ad. Allmers, Varel 1898 (Digitalisat).
- Saterlands ältere Geschichte und Verfassung. Schulze, Oldenburg/Leipzig 1896 (Digitalisat); Nachdruck: Ostendorp, Rhauderfehn 1980.
- Geschichtsquellen des burg- und schlossgesessenen Geschlechts von Borcke. 5 Bände. (Digitalisate in der Digitalen Bibliothek Mecklenburg-Vorpommern)
  - Bd. 1 Bis zum Ausgang des 14. Jahrhunderts. Berlin 1901.
  - Bd. 2 Bis zum Ausgang des 15. Jahrhunderts. Berlin 1903.
  - Bd. 3,1 Urkunden. Berlin 1907.
  - Bd. 3,2 Sidonia Brocke. Vermischte Urkunden. Halle 1910.
  - Bd. 4 Urkunden, Akten und Briefe des 14. – 19. Jahrhunderts. Halle 1912.
  - Bd. 5 Register. Halle 1921.
- Oldenburgs Seeschiffahrt in alter und neuer Zeit. Duncker & Humblot, Leipzig 1906 (Digitalisat).
- Die territoriale Entwickelung des Herzogtums Oldenburg. Vandenhoeck & Ruprecht, Göttingen 1917; Neudruck: H. Th. Wenner, Osnabrück 2005, ISBN 3-87898-087-6.
- Östringen und Rüstringen: Studien zur Geschichte von Land und Volk. Nach dem Tode des Verfassers hrsg. von seinem Sohn. A. Littmann, Oldenburg i. O. 1928 (Digitalisat).